# Plat du séder

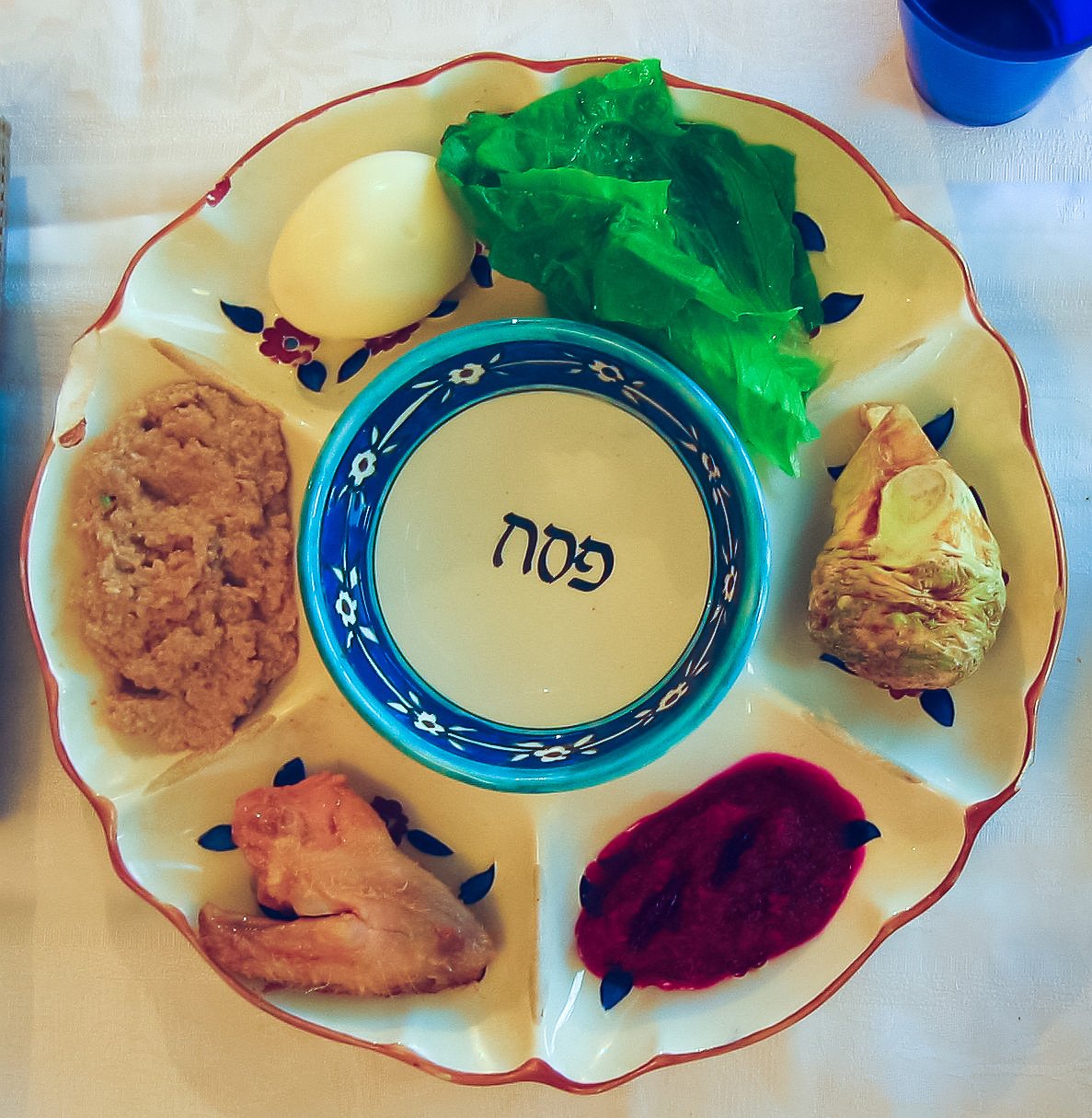
Plat du séder avec, dans le sens des aiguilles d'une montre, karpass, maror, hazeret, zero'a, harosset et beitsa.

Le plat du séder ou de Pessa'h, est un plat qu'on a coutume de poser sur la table du séder de Pessa'h depuis le Moyen Âge pour rassembler les éléments que l'on doit présenter au maître d'office, selon la mishna Pessahim 10:3. 
La mishna commande d'apporter des herbes « et il trempe dans la laitue, jusqu’à ce que l’on arrive aux apéritifs puis l'on amène la matsa (pain azyme), la hazeret (qui fait office de maror, herbe amère), le harosset et deux plats » (« et deux plats » ne figure pas dans le manuscrit Kaufmann). Le plat comporte donc :
1. le karpass, une herbe au goût neutre ou sucré (persil, radis, cerfeuil, céleri feuille, etc.), hors d'œuvre du symposion, qui a, selon les rabbins, pour but d'attiser la curiosité des enfants ;
2. le maror, herbe amère prescrite par la Bible (Ex 12,8), devenue, après la destruction du temple, symbole de la vie amère en Égypte (m. Pessahim 10:5) ;
3. la 'hazérèt, un supplément d'herbes amères car la Bible porte mērorim au pluriel[2]. De laitue dans la Mishna, elle est devenue raifort dans les communautés ashkénazes, où la laitue était introuvable, et est souvent amalgamée à des betteraves cuites et du sucre pour en atténuer la saveur piquante, bien que cela contrevienne à la sentence du Choulkhan Aroukh Orah Hayyim 473:5[3],[4]. Seule la hazérèt sert au korekh, un « sandwich » de matsa et d’herbes amères[5].
4. le harosset à base d'épices, qui sert originellement de trempette aux merorim et a été rationalisé par les rabbins comme symbole du mortier avec lequel les Hébreux devaient produire des briques lors de leur esclavage en Égypte. On en trouve des variantes dans les communautés juives du monde entier, à base de fruits divers qui lui donnent un goût sucré, et d'amandes ou de noix qui le rendent croquant[6] ;
5. le zeroa (he), une pièce de jarret qui symbolise l'offrande pascale, le premier des deux plats ;
6. la beitsa, un œuf dur, en souvenir de l'offrande festive (he) qui accompagnait l'offrande pascale avant la destruction du temple (Biour HaGr"a Orah Hayyim 476) ; d'aucuns y trouvent en outre une raison pratique car l'œuf est disponible et facile à préparer (Rabbenou Manoa'h (he), Hilkhot 'hametz oumatsa 8) et d'autres y voient un aliment de deuil car traditionnellement offert aux endeuillés (Darkei Moshe Orah Hayyim 476:3 ; dans sa glose au Choulhan Aroukh Orah Hayyim 476:2, l'auteur y note une allusion à la concordance, selon la conformation actuelle du calendrier hébreu, avec le jour de la semaine où a lieu le jeûne du 9 av, qui commémore la destruction des temples).

L’on y dépose trois matzoth couvertes séparément et certains adjoignent un bol d'eau salée pour y tremper les aliments et rappeler le goût des larmes des enfants d'Israël (l'usage est mentionné pour la première fois dans la glose des tossafistes en TB Pessahim 114a s.v. metabel, où ils se rangent à l'opinion de Jacob ben Meïr contre Rachi et son disciple Shemaya (en) qui trempent le karpass dans le harosset. Bien que Maïmonide prescrive lui aussi de mouiller dans le harosset en code 8:2, le Choulhan Aroukh Orah Hayim 473:6 tranche en faveur vinaigre. Le Darkei Moshe suggère d'ajouter un peu de harosset au vinaigre afin de s'acquitter de toutes les opinions mais la Mishna Beroura 473:54 prescrit le vin, l'eau salée et ce qu'on veut, sauf le harosset qui est à réserver au maror). Tous ces éléments ont pour fonction d'illustrer gustativement le récit de la sortie d'Égypte (he) avant le repas de fête.